# Asayita (woreda)
Asayita je jedna od 31 worede u regiji Afar u Etiopiji.
Predstavlja dio Upravne Zone 1. Asayita graniči na jugu s Afambom, na zapadu s Dubtijem na sjeveru s rijekom Avaš koja ga odvaja od Elidara i na istoku s Džibutijem. Glavni grad worede je Asaita.
Prema podacima objavljenim od Središnje statističke agencije u 2005. godini, ova woreda je imala procijenjenih 69.397 stanovnika, od čega 30.944 muškaraca i 38.453 žena; 22.718 ili 32,74% su živjeli u gradovima, što je više od prosjeka Zone koji iznosi 14,9%. Nisu dostupne informacije o površini Asayite, pa se ne može izračunati gustoća stanovništva.